# Whitehouse Station
Whitehouse Station – jednostka osadnicza w Stanach Zjednoczonych, w stanie New Jersey, w hrabstwie Hunterdon.